# Belweder (telewizor)

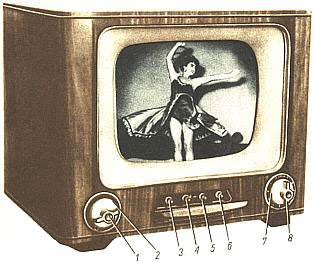
OTV Belweder od przodu:
1. wyłącznik sieciowy i regulacja siły głosu
2. regulacja jaskrawości
3. regulacja barwy głosu
4. synchronizacja pionowa
5. synchronizacja pozioma
6. kontrast
7. strojenie
8. przełącznik kanałów

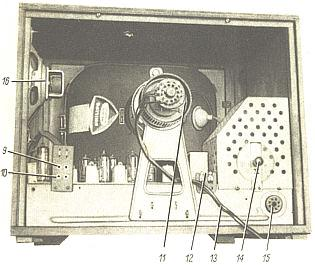
OTV Belweder od tyłu:
9. gniazdo antenowe wysokiej czułości
10. gniazdo antenowe małej czułości
11. regulacja ostrości
12. bezpiecznik
13. sznur sieciowy
14. regulacja szerokości obrazu
15. gniazdko zdalnego sterowania
16. głośnik

Belweder – marka odbiornika telewizyjnego o symbolu OT1471, produkowanego pod koniec lat 50. XX wieku (od listopada 1957) przez Warszawskie Zakłady Telewizyjne. Był to drugi (po „Wiśle”) produkowany w Polsce i pierwszy opracowany w całości w Polsce odbiornik.

## Projekt i założenia techniczne
Pierwsze założenia techniczne i model laboratoryjny wykonano w WZT w 1955 roku, prace projektowe i próby prowadzono do lipca 1957. Przed konstruktorami postawiono zadanie opracowania nowoczesnej konstrukcji z wykorzystaniem technologii dostępnej w kraju, tzw. „antyimportowej”. Warto zaznaczyć, że poprzednia konstrukcja, telewizor „Wisła”, w znacznej mierze opierała się na licencyjnych opracowaniach radzieckich i elementach sprowadzanych z ZSRR. W „Belwederze” założono zastosowanie nowoczesnych na owe czasy lamp elektronowych na dziewięcionóżkowych cokołach noval tzw. serii europejskiej oraz, w niewielkim zakresie, jednego z najnowszych ówczesnych wynalazków – przyrządów półprzewodnikowych. Zastosowano w nim również inne elementy, dotychczas nieprodukowane w Polsce, m.in. oporniki miniaturowe o obciążalności 0,1 W, kondensatory ceramiczne o wysokiej stałej dielektrycznej, rdzenie ferrytowe i przewody symetryczne.

## Rozwiązania techniczne i właściwości
W zasilaczu zastosowano rozwiązanie bez użycia dużego i ciężkiego transformatora sieciowego. Włókna żarzenia prawie wszystkich lamp włączone były w szereg i zasilane prądem 0,3 A z sieci prądu przemiennego 220 V. Odbiornik zbudowany był przy użyciu 16 lamp (z lampą PL81 jako wzmacniaczem końcowym linii, PY81 jako diodą usprawniającą i EY86 w obwodzie prostownika wysokiego napięcia) oraz lampy kineskopowej MW36-44 lub polskiej, produkcji zakładów Zelos 35MK-1. W układzie różnicowego detektora częstotliwości, w detektorze wizji, w układzie automatycznej regulacji wzmocnienia oraz w prostownikach napięć anodowych zastosowano w nim germanowe diody półprzewodnikowe (produkcji polskiej, DGC13, DGC12 i DZG7). Transformator wysokiego napięcia (odchylania linii) – nowatorska konstrukcja polska – wytwarzał dla kineskopu napięcie od 11 do 13 kV.
Był to jedyny polski telewizor, w którym głowica była wyposażona w dwie lampy typu PCC85. Charakterystyczne dla tego telewizora jest także to, że mógł pracować on jak zwykły odbiornik radiofoniczny, przystosowany do odbioru sygnału FM: przy odpowiednim ustawieniu bębna przełącznika kanałów była włączana dodatkowa heterodyna na lampie ECL80 z jednoczesnym wyłączeniem generatora odchylania poziomego (co skutkowało wyłączeniem kineskopu). Telewizor wyposażony był w gniazdko przeznaczone do podłączania przewodowego pilota zdalnego sterowania.

## Parametry użytkowe
Czułość odbiornika telewizyjnego była nie gorsza niż 500 µV, pobór mocy przy odbiorze programu TV wynosił do ok. 150 VA, radiowego – do ok. 110 VA. Aparat miał rozmiary 51×41×37 cm (przekątna ekranu ok. 35 cm – rozmiar 29x22 cm) i ważył ok. 23 kg.
Odbierał program telewizyjny na jednym z ośmiu kanałów TV lub program radiofoniczny UKF FM. Jak praktycznie we wszystkich ówczesnych telewizorach, tak również i w „Belwederze” przełącznik kanałów nie był wyposażony we wszystkie obwody dla wszystkich ośmiu dostępnych kanałów, a tylko do czterech z nich: inna wersja telewizora sprzedawana była w północnej części Polski (nadajniki: Warszawa, Gdańsk, Poznań, Szczecin – kanały 2, 3, 7, 9), a inna w południowej (Ostrawa i Praga w Czechach, Łódź, Katowice, Wrocław – 1, 6, 8, 12).

## Produkcja
„Belweder” kosztował w 1958 roku 7 tys. ówczesnych złotych, przy czym średnia pensja w Polsce w owym czasie oscylowała pomiędzy 1 a 2 tysiącami złotych. Pomimo wysokiej ceny jednak to od telewizora „Belweder” rozpoczęła się w Polsce era telewizji na skalę masową. W roku 1958 poziom jego produkcji sięgnął blisko 60 tysięcy sztuk. W ciągu kilku następnych lat w Warszawskich Zakładach Telewizyjnych i w innych fabrykach opracowano całą serię odbiorników 35- i 43-centymetrowych (oprócz „Wisły” i „Belwedera” – OTV „Wawel” i całą rodzinę „kamieni szlachetnych”: „Turkusa”, „Jantara”, „Szmaragda” i następne, a także później rodzinę „planet”, rozpoczynającą się pierwszą wersją, 35-centymetrowego jeszcze, „Neptuna”).
Produkcja telewizorów już od końca lat 50. była traktowana jako coś znacznie poważniejszego niż zaspokajanie modnych zachcianek (choć i takich głosów nie brakowało). Władze komunistyczne szybko zorientowały się, że telewizja jest doskonałym medium propagandowym, toteż na jej rozwój przeznaczały ogromne środki. Na potrzeby konstruktorów między innymi Zakładów Telewizyjnych stworzono na przykład nieznaną do tej pory branżę w przemyśle chemicznym – produkcję tworzyw sztucznych. Nawet konstrukcja podstawy („chassis”) aparatu, umożliwiająca montaż zarówno mniejszego, jak i większego kineskopu, wymagała wyprodukowania niestosowanych do tej pory materiałów.